# ماربری (مریلند)
ماربری (به انگلیسی: Marbury) یک منطقهٔ مسکونی در ایالات متحده آمریکا است که در شهرستان چارلز، مریلند واقع شده‌است.